# Yirmisekizzade Mehmed Said Pascià

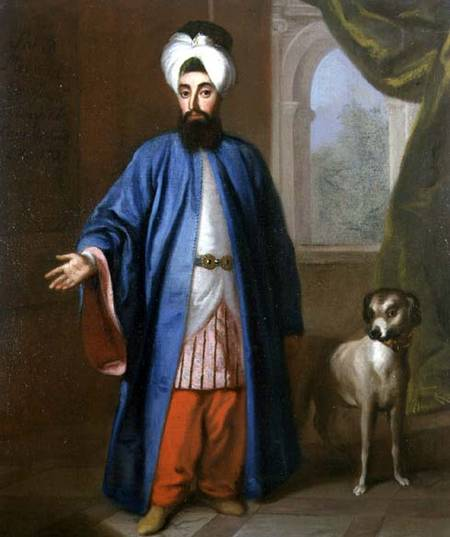
Ritratto di Sahid Mehemet Effendi emissario alla corte svedese. George Engelhardt Schroeder (1684-1750), 1733.

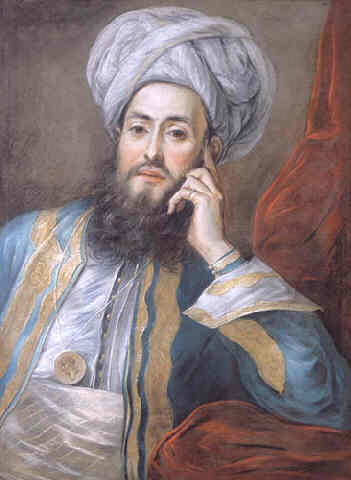
Said Effendi a Parigi nel 1742, di Charles-Antoine Coypel.

Effendi Mehmed Said, noto anche come Yirmisekizzade Mehmed Said Pascià e Mehmed Said Efendi, (... – Kahramanmaraş, ottobre 1761), è stato un politico e ambasciatore ottomano di origine georgiana. Fu Gran visir dell'Impero ottomano dal 25 ottobre 1755 al 1º aprile 1756.

## Biografia
Era figlio di Yirmisekiz Mehmed Çelebi, ambasciatore dell'Impero ottomano in Francia nel periodo 1720-1721. Aveva già accompagnato il padre durante questa prima missione in Francia come suo segretario personale. Si dice che fosse rimasto affascinato dalla cultura e dallo stile di vita francese tanto da riuscire a parlare correntemente il francese.
Sahid Mehemet Effendi venne a sua volta inviato come ambasciatore a Parigi nel 1742, e poi in una missione diplomatica più significativa in Svezia e Polonia nel 1733, che lo portò a scrivere un sefâretnâme. In Svezia succedette come ambasciatore a Mustapha Aga.

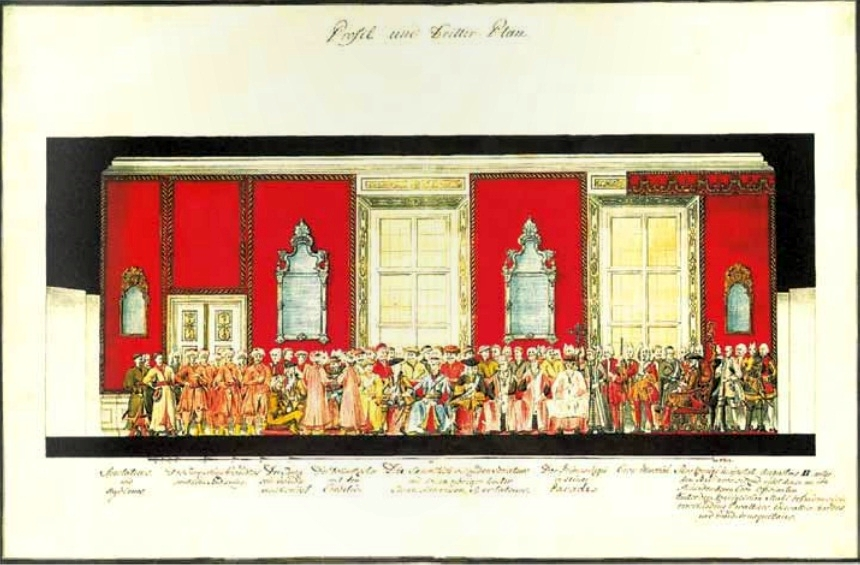
Ricevimento dell'inviato turco Mehmed Said Efendi in udienza al castello di Varsavia 1731 (acquerello di Joachim Daniel von Jauch)